# Confédération Paysanne
La Confédération Paysanne és una organització agrària francesa. És membre de la Coordinadora Pagesa Europea i de Via Campesina.

## Història
La Confédération Paysanne va néixer a 1987. És el resultat de la reunió de dos sindicats minoritaris, la Federació Nacional de Sindicats de Pagesos (FNSP) i la Confederació Nacional de Sindicats de Treballadors Agrícoles (CNSTP).
Els pagesos de la Confederació obtingueren el 19,6% dels vots en les eleccions a Cambres d'Agricultura, que tingueren lloc el gener de 2007. No obstant això, va rebre 26,82% dels vots en les eleccions de gener de 2001. Segueix sent, per tant, el segon sindicat Agricultura francès, seguit de prop per la Coordination Rurale, sent l'organització majoritària la FNSEA.
Els pagesos de la Confederació són presents a gairebé tots els departaments francesos, incloent-hi les regions ultra-marines.
Les accions de José Bové tant a nivell nacional com internacional han expressat la Unió més enllà dels seus simpatitzants i de les fronteres franceses. La seva aplicació a les eleccions eleccions presidencials franceses de 2007 i la seva posició a l'esquerra de l'espectre polític francès sembla haver contribuït al debilitament de l'audiència de la seva organització entre els agricultors.

## Objectius
Confédération Payssanne advoca per una agricultura pagesa, respectuosa del medi ambient, l'ocupació i la qualitat dels productes agrícoles. Amb la xarxa de Via Campesina lluita pel reconeixement del dret a la sobirania alimentària. Amb aquest reclam i la seva participació en el Fòrums Socials, la conf és un actor important dins del moviment social. El sindicat se solidaritza amb els agricultors de tot el món en la lluita contra els acords comercials per afavorir els agronegocis multinacionals. Pretén impulsar una millor distribució dels subsidis agrícoles, que es donen sobretot a les grans explotacions. La Conf ho defensa tot per a tots els camperols i sosté que els agricultors tenen dret a un ingrés decent en condicions de treball acceptables.

## Accions
Les seves accions contra l'impost sobre el Roquefort dels Estats Units (Europa es va negar a importar carn de boví amb hormones) i l'oposició als projectes de l'Organització Mundial del Comerç (OMC) i en contra de la utilització d'organismes genèticament modificats (OMG) han trobat un ressò significatiu en l'opinió pública.
Publica una revista mensual Campagnes solidaires
El 2008, la Confédération Paysanne va dur a terme diverses accions: des que va aconseguir en l'última reforma de la PAC de 2008, un reequilibri de les ajudes per als ramaders d'oví.

## Portaveus
- Yves Manguy, des de 1.987-1.989
- Guy Lefur
- Dewalle Gabriel
- François Dufour, des de 1.996-2.000
- José Bové de l'abril de 2000 a l'abril de 2004
- Brigitte Allain i Jean-Emile Sánchez triats el 2004.
- Gerard Durand (va dimitir al 2 de febrer del 2007) i Regis Hochart foren elegits el juny de 2005, i després reelegit el 2006 a l'Assemblea General de Bagnolet.
- Philip Collin pagès de cereals a la Borgonya (ecològic)fou elegit el maig de 2009.

## Temes relacionats
- Agricultor
- Agricultura sostenible
- Espècie invasora
- Food First.